# نجف‌قلی پسیان
نجف‌قلی پسیان سیاستمدار ایرانی بود، که در  دورهٔ بیست و سوم به‌عنوان نمایندهٔ مغان و گِرمی در مجلس شورای ملی حضور داشت.